# 広瀬辰五郎 (4代目)
四代目 広瀬辰五郎（よだいめ ひろせ たつごろう、1906年〈明治39年〉1月23日 ‐ 1994年〈平成6年〉11月10日）とは、江戸時代から続く版元いせ辰の四代目当主。

## 来歴
三代目広瀬辰五郎の長男。本名は広瀬正雄、東京府神田区神田生まれの江戸っ子であった。千代紙、おもちゃ絵の保存復元に尽力し、戦後はそれらに関する著作を残した。享年88。墓所は台東区谷中の谷中霊園。

## 著作
- 『昭和東都名所譚』　いせ辰、1969年　※四代目広瀬辰五郎襲名記念出版
- 『日本の紙芸』　ルック社、1969年
- 『江戸千代紙』2冊　丸ノ内出版、1973年
- 『おもちゃ絵‐江戸庶民のエスプリとデザイン‐』　徳間書店、1974年　※飯沢匡と共著
- 『千代紙細工十二ヶ月』　主婦と生活社、1974年
- 『手ほどき千代紙細工』全四巻　グラフィック社、1975年　※春の巻、夏の巻、秋の巻、冬の巻
- 『江戸の千代紙いせ辰三代』　徳間書店、1977年
- 『和紙人形 日本結髪278種』　主婦と生活社、1977年
- 『江戸絵噺いせ辰十二ヶ月』　徳間書店、1978年
- 『千代紙文様』　京都書院、1979年
- 『絶版江戸千代紙』　徳間書店、1979年
- 『千代紙人形 童戯百態』　主婦と生活社、1982年